# 佐野真樹夫
佐野 真樹夫（さの まきお、1943年12月20日 - ）は、静岡県出身の元プロ野球選手（内野手）。右投右打。息子も元プロ野球選手である佐野心。実姉は俳優座の女優・高山真樹（旧芸名：酒井捷代）。

## 来歴・人物
浜松商業高校では主将、三塁手として活躍。1960年秋季中部大会準決勝に進むが、中京商の山中巽に抑えられ敗退。翌1961年夏の甲子園に出場するも、1回戦で「怪童」と呼ばれた尾崎行雄、高田繁を擁する浪商高に0-1で惜敗した。
卒業後は専修大学に進学。東都大学野球リーグでは1965年、4年生時に主将を務め、1年生エース芝池博明の活躍もあって春秋の連続優勝を達成した。同年の全日本大学野球選手権大会でも決勝で立命大を降し優勝している。1964年春季リーグでベストナイン（三塁手）に選出された。1年下のチームメートに佐藤正治外野手、塩沢誠一塁手がいる。
1965年のドラフト会議で広島カープに1位指名を受けて入団。プロ1年目の1966年から主に三塁手として起用され、57試合に出場。2年目の1967年には三塁手として50試合に先発出場し、興津立雄、漆畑勝久らと定位置を争う。しかしその後は怪我もあって出場機会が減少、1969年オフに実働わずか4年で現役を引退。
引退後は、長年にわたり浜松市内でシニアリーグを指導している。1982年には全国優勝。1984年からは浜松南リトルシニアの監督を務める。
1991年のドラフト会議では、息子の佐野心が中日ドラゴンズから6位指名され、史上初めて親子でドラフト指名されたケースとなった。

## 詳細情報

### 年度別打撃成績
| 年 度     | 球 団     | 試 合 | 打 席 | 打 数 | 得 点 | 安 打 | 二 塁 打 | 三 塁 打 | 本 塁 打 | 塁 打 | 打 点 | 盗 塁 | 盗 塁 死 | 犠 打 | 犠 飛 | 四 球 | 敬 遠 | 死 球 | 三 振 | 併 殺 打 | 打 率 | 出 塁 率 | 長 打 率 | O P S |
| --------- | --------- | ----- | ----- | ----- | ----- | ----- | -------- | -------- | -------- | ----- | ----- | ----- | -------- | ----- | ----- | ----- | ----- | ----- | ----- | -------- | ----- | -------- | -------- | ----- |
| 1966      | 広島      | 57    | 113   | 100   | 9     | 21    | 5        | 0        | 2        | 32    | 8     | 1     | 4        | 1     | 0     | 11    | 0     | 1     | 22    | 2        | .210  | .295     | .320     | .615  |
| 1967      | 広島      | 67    | 169   | 152   | 14    | 32    | 2        | 0        | 1        | 37    | 8     | 4     | 2        | 1     | 0     | 12    | 0     | 4     | 22    | 2        | .211  | .286     | .243     | .529  |
| 1968      | 広島      | 18    | 27    | 24    | 2     | 3     | 0        | 0        | 0        | 3     | 1     | 1     | 0        | 0     | 0     | 2     | 0     | 1     | 5     | 2        | .125  | .222     | .125     | .347  |
| 1969      | 広島      | 20    | 32    | 30    | 0     | 3     | 0        | 0        | 0        | 3     | 0     | 0     | 0        | 1     | 0     | 1     | 0     | 0     | 9     | 1        | .100  | .129     | .100     | .229  |
| 通算：4年 | 通算：4年 | 162   | 341   | 306   | 25    | 59    | 7        | 0        | 3        | 75    | 17    | 6     | 6        | 3     | 0     | 26    | 0     | 6     | 58    | 7        | .193  | .269     | .245     | .514  |

### 記録
- 初出場：1966年4月24日、対サンケイアトムズ3回戦（広島市民球場）、9回表に三塁手として出場
- 初打席：1966年5月15日、対大洋ホエールズ8回戦（下関球場）、9回表に外木場義郎の代打として出場、稲川誠の前に凡退
- 初先発出場：1966年7月28日、対大洋ホエールズ15回戦（川崎球場）、7番・二塁手で先発出場
- 初安打：同上、及川宣士から単打
- 初本塁打・初打点：1966年8月8日、対中日ドラゴンズ17回戦（中日球場）、8回表に阿南準郎の代打として出場、小川健太郎からソロ
- 初盗塁：1966年10月11日、対サンケイアトムズ26回戦（川崎球場）、9回表に藤井弘の代走として出場し二盗（投手：佐藤進、捕手：岡本凱孝）

### 背番号
- 4（1966年 - 1969年）